# Watch the Birdie (film 1935)
Watch the Birdie è un cortometraggio del 1935 diretto da Lloyd French.

## Produzione
Il film fu prodotto dalla Warner Bros. e dalla Vitaphone Corporation.

## Distribuzione
Distribuito dalla Warner Bros., uscì nelle sale cinematografiche USA il 10 agosto 1935.